# Michał Malitowski
Michał Malitowski (ur. 28 maja 1980 w Zielonej Górze) – polski tancerz tańca towarzyskiego, trener tańca, przedsiębiorca i osobowość telewizyjna.
Wielokrotny mistrz Polski (w 1997, 1999–2001 z Iwoną Golczak i w latach 2002–2010 z Joanną Leunis). Wicemistrz świata (2010, 2011) i mistrz świata par zawodowych w tańcach latynoamerykańskich (2008, 2009). W latach 2002–2011 reprezentant Polski, a następnie (do zakończenia kariery turniejowej w 2015) – Anglii na międzynarodowej scenie tanecznej.
Był felietonistą czasopisma „Place for Dance” i jurorem w trzech telewizyjnych programach tanecznych w telewizji Polsat.

## Życiorys
W 2004 został magistrem animacji społeczno-kulturalnej Uniwersytetu Zielonogórskiego, broniąc pracy dyplomowej pt. Style Ruuda Vermeya. Filozoficzne oblicza praktyka.
Karierę taneczną rozpoczął od treningów w klubie tańca „Jacek” w Domu Harcerza w Zielonej Górze. Następnie reprezentował zielonogórską Szkołę Tańca „Gracja” Alicji Górskiej. W parze z Iwoną Golczak czterokrotnie zdobył mistrzostwo Polski w tańcach latynoamerykańskich amatorów, a w 1999 zwyciężył w prestiżowym turnieju Blackpool Open, w kategorii tancerzy do lat 21. Po 15 latach współpracy para się rozpadła, a Malitowski w 2002 zaczął tańczyć z Joanną Leunis. Ich głównym trenerem jest dr Ruud Vermey. W początkowych latach wspólnej kariery startowali w zawodach w kategorii południowo-amerykańskiego show, zdobywając w 2002 i 2003 mistrzostwo świata. Przez dziewięć lat z rzędu zdobywali mistrzostwo Polski w tańcach latynoamerykańskich zawodowców, poza tym siedmiokrotnie zwyciężyli na Blackpool Dance Festivalu (2008-2014), pięciokrotnie w Otwartych Mistrzostwach Zjednoczonego Królestwa w Bournemouth i raz w turnieju International Open. Od 2005 występuje z wykładami i pokazami na Światowym Kongresie Tańca w Blackpool. W 2010 wraz z Joanną Leunis otrzymał nagrodę (jap. Sekai Dansu Taishō • Nippon Dansu Taishō) japońskiego księcia Mikasy za „mistrzostwo i innowacyjność w tańcu oraz wkład w rozwój ruchu tanecznego w kraju”.
W latach 2010–2011 był korespondentem i felietonistą magazynu o tańcu „Place for Dance”. Od 2012 współpracuje z telewizją Polsat jako juror programów tanecznych: Got to Dance. Tylko taniec (2012–2013), Dancing with the Stars. Taniec z gwiazdami (2014–2022) i World of Dance Polska (2018). Współtworzy szkołę tańca Pro-Am w Hongkongu, której zasadą jest łączenie tańca amatora z profesjonalistą podczas indywidualnych zajęć.

## Życie prywatne
Do 2019 jego partnerką życiową była tancerka Joanna Leunis, z którą ma córkę, Lię Michele (ur. 11 marca 2016). 6 stycznia 2020 ożenił się z Yuliyą Phillips, z którą ma syna, Masona Michaela (ur. 8 listopada 2024).
W 2019 mierzył się z depresją. W styczniu 2023 ujawnił, iż zdiagnozowano u niego zaburzenia afektywne dwubiegunowe.

## Osiągnięcia i wyróżnienia
- World Professional Latin Championships 2008, 2009;
- European Pro Latin Championships 2007–2010;
- British Pro Open Championships 2005–2009;
- Polish Pro Latin Champ 2002–2010;
- World Professional South American Showdance Championship 2002–2004;
- European Professional South American Showdance Championship 2004–2005;
- WDC World Championship – Professional Latin, kwiecień 2011 – drugie miejsce;
- Japan International Championships 2009–2011;
- Blackpool Dance Festival 2013 – pierwsze miejsce